# Wettersteingebirge

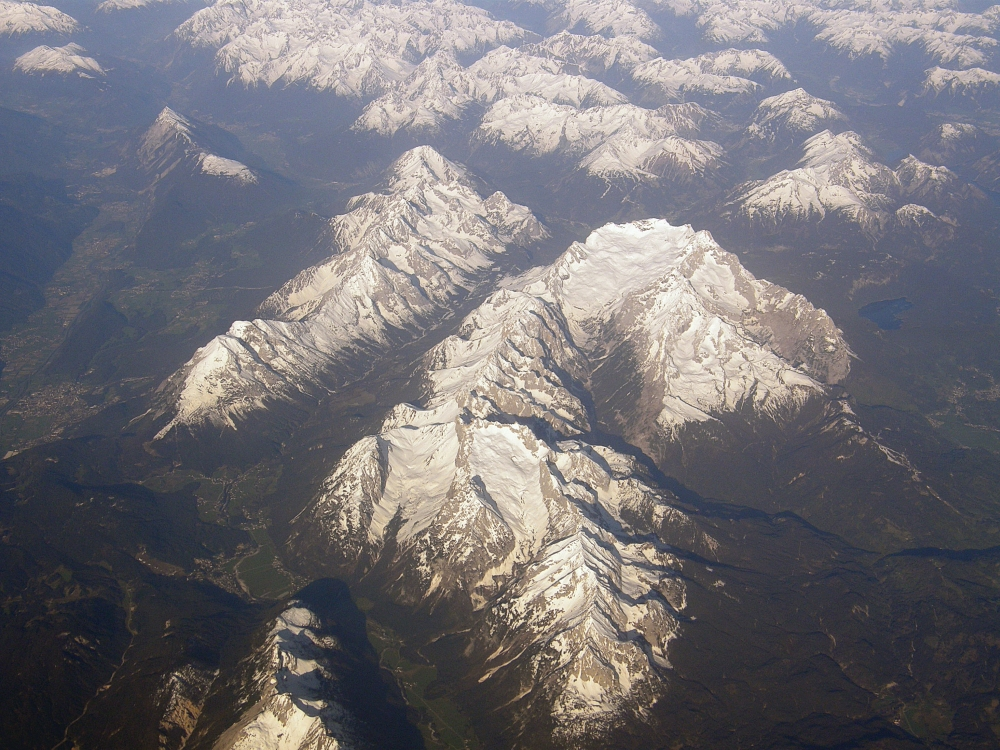
Flyfoto med Wettersteingebirge i centrum

Wettersteingebirge (ibland bara: Wetterstein) är en bergskedja i norra delen av Alperna. Regionen sträcker sig över delar av Tyskland och Österrike och ligger mellan orterna Garmisch-Partenkirchen, Mittenwald, Seefeld in Tirol samt Ehrwald. Tyskland högsta bergstopp Zugspitze tillhör bergskedjan. Området kännetecknas av bergsängar (Alm) och kala klippor.
Till flera toppar finns linbanor och andra ställen ger bra tillfällen för bergsvandringar och klättring. Fördelad över hela regionen påträffas stora och små skyddsstugor. Bland de större vandringslederna kan nämnas Via Alpina och Nordalpenweg. Flera för Alperna typiska djur lever här, bland annat gems, alpmurmeldjur, alpsalamander, alpkaja, huggorm, kungsörn och flera arter av mårddjur.
De högsta topparna i bergskedjan är:
| 1. | Zugspitze              | 2962 m ö.h. |  | 6.  | Hochwanner               | 2746 m ö.h. |
| 2. | Schneefernerkopf       | 2875 m ö.h. |  | 7.  | Mittlere Höllentalspitze | 2745 m ö.h. |
| 3. | Zugspitzeck            | 2820 m ö.h. |  | 8.  | Innere Höllentalspitze   | 2743 m ö.h. |
| 4. | Nördliche Wetterspitze | 2750 m ö.h. |  | 9.  | Äußere Höllentalspitze   | 2721 m ö.h. |
| 5. | Mittlere Wetterspitze  | 2750 m ö.h. |  | 10. | Östliche Wetterspitze    | 2720 m ö.h. |